# Lasioglossum sakishima
Lasioglossum sakishima là một loài Hymenoptera trong họ Halictidae. Loài này được Ebmer & Maeta mô tả khoa học năm 1999.